# Éliminatoires de la Coupe du monde de football 2010 : zone Amérique du Sud
Les éliminatoires de la zone Amérique du Sud pour la Coupe du monde 2010 sont organisées dans le cadre de la Confédération sud-américaine de football (CONMEBOL) et concernent 10 sélections nationales pour 4 ou 5 places qualificatives. 

Europe - Afrique - Amérique du Nord, centrale et Caraïbes
Amérique du Sud - Asie - Océanie

## Format
Le premier tour des qualifications, unique dans cette zone, consiste en un mini-championnat en matchs aller-retour regroupant les dix pays engagés. Au total, 18 journées sont prévues afin de connaître les quatre qualifiés directs pour la Coupe du monde 2010. Le cinquième du mini-championnat doit passer par les barrages via un affrontement aller-retour contre le barragiste de la zone Amérique centrale, du Nord et Caraïbes (CONCACAF).

## Équipes engagées

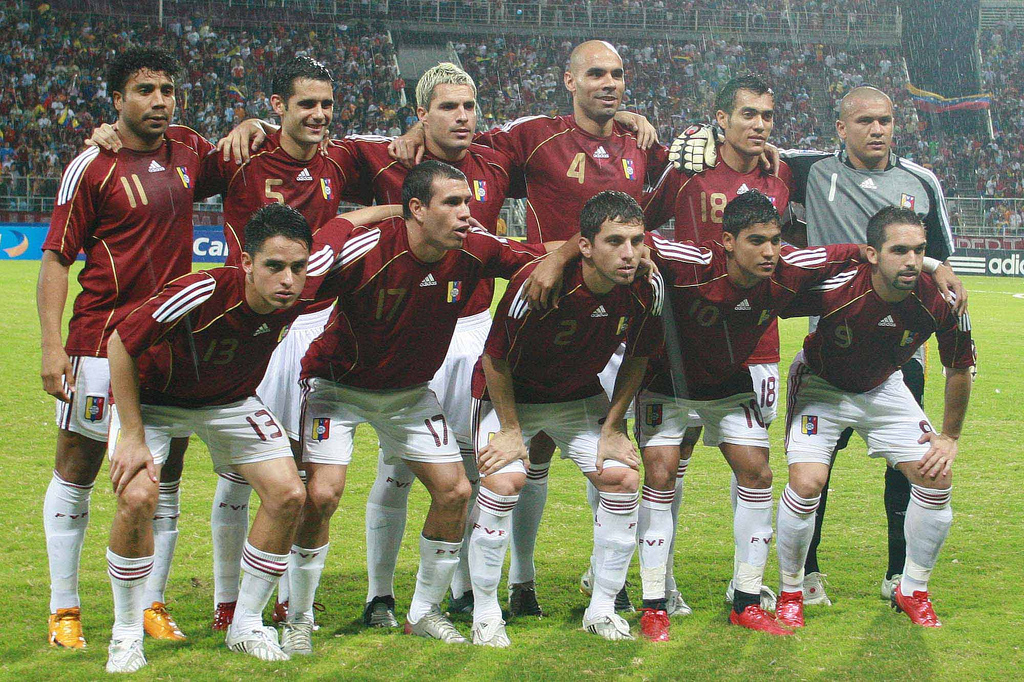
La sélection du Venezuela autour du capitaine Juan Arango (18) lors de la 6e journée.

Les dix fédérations membres de la Confédération sud-américaine de football participent aux éliminatoires de la zone sud-américaine :
| Argentine | Équateur  |
| Bolivie   | Paraguay  |
| Brésil    | Pérou     |
| Chili     | Uruguay   |
| Colombie  | Venezuela |

## Compétition

### Classement
Les rencontres se déroulent du 13 octobre 2007 au 14 octobre 2009. 4 matchs sont joués en 2007, 6 en 2008 et enfin 8 en 2009 (pour chaque équipe).
Les quatre premières équipes sont directement qualifiées pour la Coupe du monde 2010. L'équipe classée cinquième dispute un barrage face à un représentant de la zone CONCACAF.
| Rang | Équipe    | Pts | J  | G  | N | P  | Bp | Bc | Diff |  | Résultats (▼ dom., ► ext.) |     |     |     |     |     |     |     |     |     |     |
| ---- | --------- | --- | -- | -- | - | -- | -- | -- | ---- |  | -------------------------- | --- | --- | --- | --- | --- | --- | --- | --- | --- | --- |
| 1    | Brésil    | 34  | 18 | 9  | 7 | 2  | 33 | 11 | +22  |  | Brésil                     |     | 4-2 | 2-1 | 0-0 | 2-1 | 5-0 | 0-0 | 0-0 | 0-0 | 3-0 |
| 2    | Chili     | 33  | 18 | 10 | 3 | 5  | 32 | 22 | +10  |  | Chili                      | 0-3 |     | 0-3 | 1-0 | 0-0 | 1-0 | 4-0 | 2-2 | 4-0 | 2-0 |
| 3    | Paraguay  | 33  | 18 | 10 | 3 | 5  | 24 | 16 | +8   |  | Paraguay                   | 2-0 | 0-2 |     | 1-0 | 1-0 | 5-1 | 0-2 | 2-0 | 1-0 | 1-0 |
| 4    | Argentine | 28  | 18 | 8  | 4 | 6  | 23 | 20 | +3   |  | Argentine                  | 1-3 | 2-0 | 1-1 |     | 2-1 | 1-1 | 1-0 | 4-0 | 3-0 | 2-1 |
| 5    | Uruguay   | 24  | 18 | 6  | 6 | 6  | 28 | 20 | +8   |  | Uruguay                    | 0-4 | 2-2 | 2-0 | 0-1 |     | 0-0 | 3-1 | 1-1 | 5-0 | 6-0 |
| 6    | Équateur  | 23  | 18 | 6  | 5 | 7  | 22 | 26 | -4   |  | Équateur                   | 1-1 | 1-0 | 1-1 | 2-0 | 1-2 |     | 0-0 | 0-1 | 3-1 | 5-1 |
| 7    | Colombie  | 23  | 18 | 6  | 5 | 7  | 14 | 18 | -4   |  | Colombie                   | 0-0 | 2-4 | 0-1 | 2-1 | 0-1 | 2-0 |     | 1-0 | 2-0 | 1-0 |
| 8    | Venezuela | 22  | 18 | 6  | 4 | 8  | 23 | 29 | -6   |  | Venezuela                  | 0-4 | 2-3 | 1-2 | 0-2 | 2-2 | 3-1 | 2-0 |     | 5-3 | 3-1 |
| 9    | Bolivie   | 15  | 18 | 4  | 3 | 11 | 22 | 36 | -14  |  | Bolivie                    | 2-1 | 0-2 | 4-2 | 6-1 | 2-2 | 1-3 | 0-1 | 0-0 |     | 3-0 |
| 10   | Pérou     | 13  | 18 | 3  | 4 | 11 | 11 | 34 | -23  |  | Pérou                      | 1-1 | 1-3 | 0-0 | 1-1 | 1-0 | 1-2 | 1-1 | 1-0 | 1-0 |     |

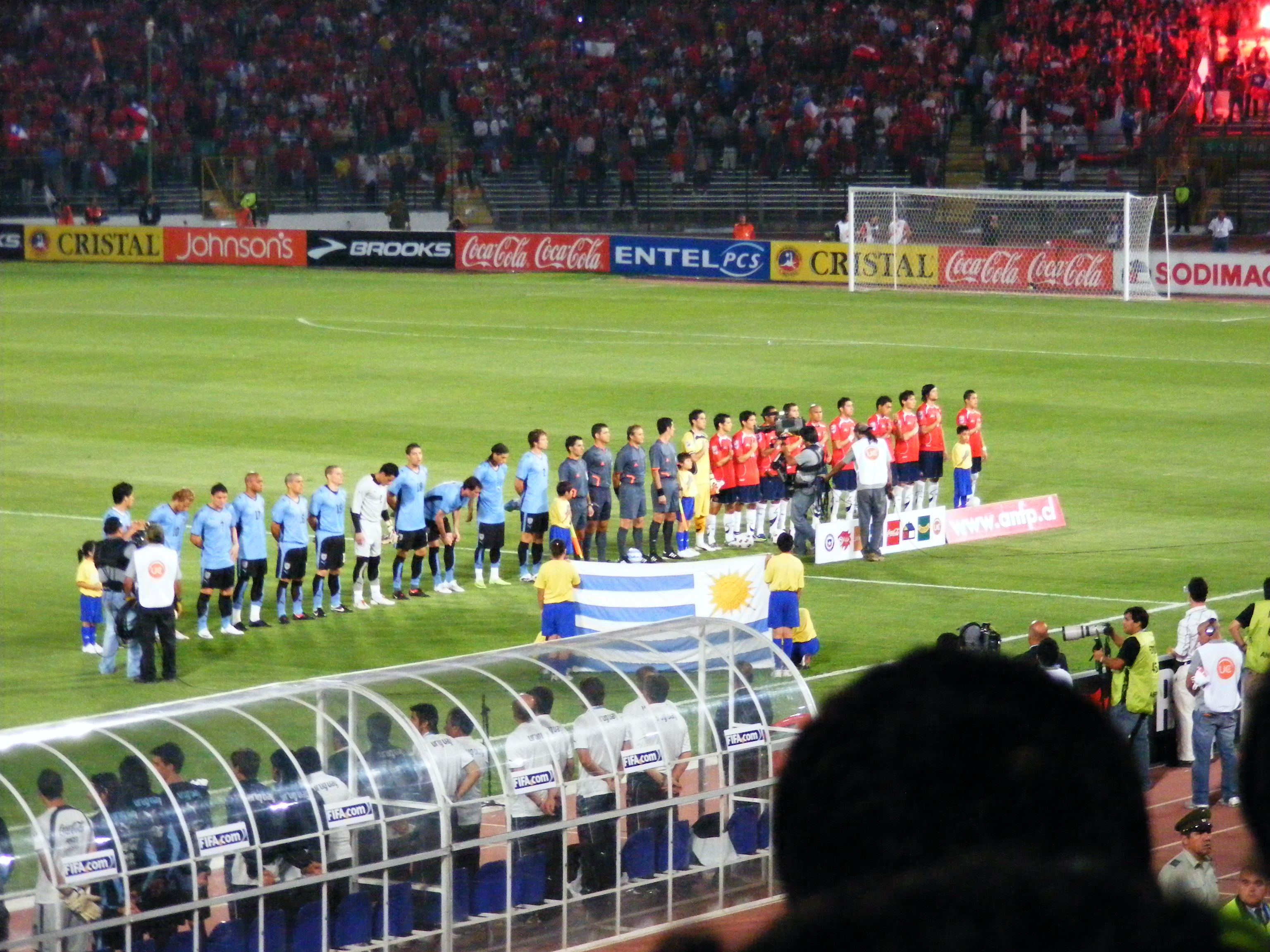
Rencontre Chili-Uruguay du 1 avril 2009

- Le Brésil, le Chili, le Paraguay et l'Argentine sont qualifiés.
- L'Uruguay dispute un barrage (aller-retour) face au Costa Rica.
- l'Équateur, la Colombie, le Venezuela, la Bolivie et le Pérou sont éliminés.

### Résultats

#### Journée 1
| Date            | Heure       | Stade                  | Affluence | Arbitre                    | Locaux    | Résultat | Visiteurs | Buteur(s)                                                |
| --------------- | ----------- | ---------------------- | --------- | -------------------------- | --------- | -------- | --------- | -------------------------------------------------------- |
| 13 octobre 2007 | 16:30 UTC-2 | Stade Centenario       | 25 200    | Rubén Selman (Chili)       | Uruguay   | 5-0      | Bolivie   | Suárez 4e, Forlán 38e, Abreu 48e, Sánchez 67e, Bueno 83e |
| 13 octobre 2007 | 17:40 UTC-3 | El Monumental          | 55 000    | Martin Vásquez (Uruguay)   | Argentine | 2-0      | Chili     | Riquelme 27e, 45e                                        |
| 13 octobre 2007 | 17:50 UTC-5 | Olímpico Atahualpa     | 29 644    | René Ortubé (Bolivie)      | Équateur  | 0-1      | Venezuela | Rey 68e                                                  |
| 13 octobre 2007 | 20:00 UTC-5 | Estadio Monumental "U" | 50 000    | Carlos Simon (Brésil)      | Pérou     | 0-0      | Paraguay  |                                                          |
| 14 octobre 2007 | 16:00 UTC-5 | El Campín              | 41 000    | Carlos Amarilla (Paraguay) | Colombie  | 0-0      | Brésil    |                                                          |

#### Journée 2
| Date            | Heure       | Stade                | Affluence | Arbitre                     | Équipe    | Résultat | Équipe    | Buteur(s)                                                 |
| --------------- | ----------- | -------------------- | --------- | --------------------------- | --------- | -------- | --------- | --------------------------------------------------------- |
| 16 octobre 2007 | 20:40 UTC-4 | José Penencho Romero | 10 600    | Carlos Simon (Brésil)       | Venezuela | 0-2      | Argentine | G. Milito 16e, Messi 43e                                  |
| 17 octobre 2007 | 16:00 UTC-4 | Hernando Siles       | 19 469    | Mauricio Reinoso (Équateur) | Bolivie   | 0-0      | Colombie  |                                                           |
| 17 octobre 2007 | 19:10 UTC-3 | Estadio de Chile     | 58 000    | Óscar Ruiz (Colombie)       | Chili     | 2-0      | Pérou     | Suazo 11e, Fernández 51e                                  |
| 17 octobre 2007 | 18:10 UTC-4 | Defensores del Chaco | 23 200    | Héctor Baldassi (Argentine) | Paraguay  | 1-0      | Uruguay   | Valdez 14e                                                |
| 17 octobre 2007 | 21:45 UTC-2 | Maracanã             | 87 000    | Jorge Larrionda (Uruguay)   | Brésil    | 5-0      | Équateur  | Vágner Love 19e, Ronaldinho 72e, Kaká 77e, 85e, Elano 83e |

#### Journée 3
| Date             | Heure       | Stade                  | Affluence | Arbitre                     | Équipe    | Résultat | Équipe    | Buteur(s)                                                                         |
| ---------------- | ----------- | ---------------------- | --------- | --------------------------- | --------- | -------- | --------- | --------------------------------------------------------------------------------- |
| 17 novembre 2007 | 16:00 UTC-3 | El Monumental          | 43 308    | Víctor Hugo Rivera (Pérou)  | Argentine | 3-0      | Bolivie   | Agüero 40e, Riquelme 56e, 74e                                                     |
| 17 novembre 2007 | 16:10 UTC-5 | El Campín              | 28 273    | Rubén Selman (Chili)        | Colombie  | 1-0      | Venezuela | Bustos 82e                                                                        |
| 17 novembre 2007 | 20:10 UTC-3 | Defensores del Chaco   | 25 433    | Heber Lopes (Brésil)        | Paraguay  | 5-1      | Équateur  | Valdez 8e, Riveros 26e, 87e, Santa Cruz 50e, Ayala 82e (PAR) · Kaviedes 79e (EQU) |
| 18 novembre 2007 | 17:00 UTC-2 | Stade Centenario       | 35 000    | Sergio Pezzotta (Argentine) | Uruguay   | 2-2      | Chili     | Suárez 42e, Abreu 81e (URU) · Salas 59e, 70e (pen.) (CHI)                         |
| 18 novembre 2007 | 16:10 UTC-5 | Estadio Monumental "U" | 45 847    | Carlos Torres (Paraguay)    | Pérou     | 1-1      | Brésil    | Vargas 72e (PER) · Kaká 41e (BRE)                                                 |

#### Journée 4
| Date             | Heure       | Stade              | Affluence | Arbitre                     | Équipe    | Résultat | Équipe    | Buteur(s)                                                                                             |
| ---------------- | ----------- | ------------------ | --------- | --------------------------- | --------- | -------- | --------- | --- |
| 20 novembre 2007 | 18:40 UTC-4 | Pueblo Nuevo       | 18 632    | Salvio Fagundes (Brésil)    | Venezuela | 5-3      | Bolivie   | Arismendi 20e, 40e, Guerra 81e, Maldonado 89e, 90+1e (VEN) · Marcelo Martins 19e, 77e, Arce 27e (BOL) |
| 20 novembre 2007 | 19:50 UTC-5 | El Campín          | 41 700    | Jorge Larrionda (Uruguay)   | Colombie  | 2-1      | Argentine | Bustos 62e, D. Moreno 82e (COL) · Messi 36e (ARG)                                                     |
| 21 novembre 2007 | 16:30 UTC-5 | Olímpico Atahualpa | 28 557    | Carlos Chandía (Chili)      | Équateur  | 5-1      | Pérou     | Ayoví 10e, 48e, Kaviedes 24e, Méndez 44e, 62e (EQU) · Mendoza 86e (PER)                               |
| 21 novembre 2007 | 21:45 UTC-2 | Morumbi            | 70 000    | Héctor Baldassi (Argentine) | Brésil    | 2-1      | Uruguay   | Luís Fabiano 45e 64e (BRE) · Abreu 9e (URU)                                                           |
| 21 novembre 2007 | 22:30 UTC-3 | Estadio de Chile   | 52 320    | Óscar Ruiz (Colombie)       | Chili     | 0-3      | Paraguay  | Cabañas 24e, da Silva 45+1e, 56e                                                                      |

#### Journée 5
| Date         | Heure       | Stade                        | Affluence | Arbitre                     | Équipe    | Résultat | Équipe    | Buteur(s)                               |
| ------------ | ----------- | ---------------------------- | --------- | --------------------------- | --------- | -------- | --------- | --------------------------------------- |
| 14 juin 2008 | 16:00 UTC-3 | Stade Centenario             | 41 831    | Alfredo Intriago (Équateur) | Uruguay   | 1-1      | Venezuela | Lugano 12e (URU) · Vargas 56e (VEN)     |
| 14 juin 2008 | 20:00 UTC-5 | Monumental de Ate 'U'        | 25 000    | Carlos Torres (Paraguay)    | Pérou     | 1-1      | Colombie  | Mariño 40e (PER) · Rodallega 8e (COL)   |
| 15 juin 2008 | 15:00 UTC-4 | Estadio Defensores del Chaco | 38 000    | Jorge Larrionda (Uruguay)   | Paraguay  | 2-0      | Brésil    | Santa Cruz 26e, Cabañas 49e             |
| 15 juin 2008 | 18:10 UTC-3 | El Monumental                | 41 167    | René Ortubé (Bolivie)       | Argentine | 1-1      | Équateur  | Palacio 90+3e (ARG) · Urrutia 68e (EQU) |
| 15 juin 2008 | 19:30 UTC-4 | Hernando Siles               | 27 722    | Víctor Hugo Rivera (Pérou)  | Bolivie   | 0-2      | Chili     | Medel 29e, 76e                          |

#### Journée 6
| Date         | Heure          | Stade                       | Affluence | Arbitre                     | Équipe    | Résultat | Équipe    | Buteur(s)                                                                                 |
| ------------ | -------------- | --------------------------- | --------- | --------------------------- | --------- | -------- | --------- | ----------------------------------------------------------------------------------------- |
| 17 juin 2008 | 19:00 UTC-3    | Centenario                  | 20 016    | Pablo Pozo (Chili)          | Uruguay   | 6-0      | Pérou     | Forlán 8e, 38e (pen.), 57e, Bueno 61e, 69e, Abreu 90e                                     |
| 18 juin 2008 | 16:10 UTC-4    | Hernando Siles              | 8 561     | Leonardo Gaciba (Brésil)    | Bolivie   | 4-2      | Paraguay  | Botero 23e, 70e, García 25e, Marcelo Martins 76e (BOL) · Santa Cruz 66e, Valdez 82e (PAR) |
| 18 juin 2008 | 17:00 UTC-5    | Olímpico Atahualpa          | 33 588    | Héctor Baldassi (Argentine) | Équateur  | 0-0      | Colombie  |                                                                                           |
| 18 juin 2008 | 21:50 UTC-3    | Mineirão                    | 65 000    | Óscar Ruiz (Colombie)       | Brésil    | 0-0      | Argentine |                                                                                           |
| 19 juin 2008 | 20:00 UTC-4:30 | Estadio Olímpico Luis Ramos | 38 000    | Roberto Silvera (Uruguay)   | Venezuela | 2-3      | Chili     | Maldonado 59e, Arango 80e (VEN) · Suazo 65e (pen.), 90+2e, Jara 72e (CHI)                 |

#### Journée 7
| Date             | Heure       | Stade                      | Affluence | Arbitre                   | Équipe    | Résultat | Équipe    | Buteur(s)                                                             |
| ---------------- | ----------- | -------------------------- | --------- | ------------------------- | --------- | -------- | --------- | --------------------------------------------------------------------- |
| 6 septembre 2008 | 16:00 UTC-3 | El Monumental              | 46 250    | Carlos Simon (Brésil)     | Argentine | 1-1      | Paraguay  | Agüero 60e (ARG) · Heinze 13e (csc) (PAR)                             |
| 6 septembre 2008 | 16:00 UTC-5 | Estadio Olímpico Atahualpa | 35 000    | Pablo Pozo (Chili)        | Équateur  | 3-1      | Bolivie   | Caicedo 21e, Méndez, 51e (pen.), Benítez 72e (EQU) · Botero 40e (BOL) |
| 6 septembre 2008 | 18:20 UTC-5 | El Campín                  | 35 024    | Leonardo Gaciba (Brésil)  | Colombie  | 0-1      | Uruguay   | Eguren 15e                                                            |
| 6 septembre 2008 | 16:10 UTC-5 | Estadio Monumental 'U'     | 25 500    | Óscar Maldonado (Bolivie) | Pérou     | 1-0      | Venezuela | Alva 39e                                                              |
| 7 septembre 2008 | 20:30 UTC-4 | Nacional                   | 60 239    | Carlos Torres (Paraguay)  | Chili     | 0-3      | Brésil    | Luís Fabiano 21e, Robinho 45e                                         |

#### Journée 8
| Date              | Heure       | Stade                          | Affluence | Arbitre                     | Équipe   | Résultat | Équipe    | Buteur(s)                                       |
| ----------------- | ----------- | ------------------------------ | --------- | --------------------------- | -------- | -------- | --------- | ----------------------------------------------- |
| 9 septembre 2008  | 20:00 UTC-4 | Defensores del Chaco           | 31 867    | Héctor Baldassi (Argentine) | Paraguay | 2-0      | Venezuela | Riveros 28e, Valdez 45e                         |
| 10 septembre 2008 | 17:40 UTC-3 | Centenario                     | 45 000    | Óscar Ruiz (Colombie)       | Uruguay  | 0-0      | Équateur  |                                                 |
| 10 septembre 2008 | 18:40 UTC-4 | Nacional                       | 47 459    | Jorge Larrionda (Uruguay)   | Chili    | 4-0      | Colombie  | Jara 26e, Suazo 38e, Fuentes 48e, Fernández 71e |
| 10 septembre 2008 | 21:50 UTC-3 | Stade olympique João Havelange | 31 422    | Alfredo Intriago (Équateur) | Brésil   | 0-0      | Bolivie   |                                                 |
| 10 septembre 2008 | 21:30 UTC-5 | Estadio Monumental 'U'         | 40 000    | Carlos Amarilla (Paraguay)  | Pérou    | 1-1      | Argentine | Fano 90+3e (PER) · Cambiasso 82e (ARG)          |

#### Journée 9
| Date            | Heure          | Stade                      | Affluence | Arbitre                            | Équipe    | Résultat | Équipe   | Buteur(s)                                     |
| --------------- | -------------- | -------------------------- | --------- | ---------------------------------- | --------- | -------- | -------- | --------------------------------------------- |
| 11 octobre 2008 | 15:00 UTC-4    | Estadio Hernando Siles     | 23 147    | Hernando Buitrago (Colombie)       | Bolivie   | 3-0      | Pérou    | Botero 4e 16e, García 81e                     |
| 11 octobre 2008 | 18:10 UTC-3    | El Monumental              | 42 421    | Carlos Torres (Paraguay)           | Argentine | 2-1      | Uruguay  | Messi 6e, Agüero 13e (ARG) · Lugano 40e (URU) |
| 11 octobre 2008 | 18:20 UTC-5    | El Campín                  | 26 000    | Pablo Alejandro Lunati (Argentine) | Colombie  | 0-1      | Paraguay | Cabañas 9e                                    |
| 11 octobre 2008 | 15:30 UTC-4:30 | Estadio Pueblo Nuevo       | 38 000    | Víctor Hugo Rivera (Pérou)         | Venezuela | 0-4      | Brésil   | Kaká 6e, Robinho 10e 67e, Adriano 19e         |
| 11 octobre 2008 | 16:55 UTC-5    | Estadio Olímpico Atahualpa | 33 079    | Martin Vásquez (Uruguay)           | Équateur  | 1-0      | Chili    | Benítez 71e                                   |

#### Journée 10
| Date            | Heure          | Stade                       | Affluence | Arbitre                     | Équipe    | Résultat | Équipe    | Buteur(s)                                                    |
| --------------- | -------------- | --------------------------- | --------- | --------------------------- | --------- | -------- | --------- | ------------------------------------------------------------ |
| 14 octobre 2008 | 16:00 UTC-4    | Estadio Hernando Siles      | 21 075    | Héctor Baldassi (Argentine) | Bolivie   | 2-2      | Uruguay   | Marcelo Martins 15e 41e (BOL) · Bueno 64e, Abreu 88e (URU)   |
| 15 octobre 2008 | 17:10 UTC-4    | Defensores del Chaco        | 35 545    | Salvio Fagundes (Brésil)    | Paraguay  | 1-0      | Pérou     | Cardozo 81e                                                  |
| 15 octobre 2008 | 20:15 UTC-3    | Nacional                    | 65 000    | Óscar Ruiz (Colombie)       | Chili     | 1-0      | Argentine | Orellana 35e                                                 |
| 15 octobre 2008 | 22:00 UTC-3    | Maracanã                    | 54 910    | Rubén Selman (Chili)        | Brésil    | 0-0      | Colombie  |                                                              |
| 15 octobre 2008 | 20:30 UTC-4:30 | Estadio Olímpico Luis Ramos | 10 581    | Enrique Osses (Chili)       | Venezuela | 3-1      | Équateur  | Maldonado 48e, Moreno 56e, Arango 67e (VEN) · Mina 12e (EQU) |

#### Journée 11
| Date         | Heure       | Stade                  | Affluence | Arbitre                     | Équipe    | Résultat | Équipe    | Buteur(s)                                                          |
| ------------ | ----------- | ---------------------- | --------- | --------------------------- | --------- | -------- | --------- | ------------------------------------------------------------------ |
| 28 mars 2009 | 17:00 UTC-3 | Centenario             | 45 000    | Carlos Simon (Brésil)       | Uruguay   | 2-0      | Paraguay  | Forlán 29e, Lugano 57e                                             |
| 28 mars 2009 | 19:00 UTC-3 | El Monumental          | 46 085    | Víctor Hugo Rivera (Pérou)  | Argentine | 4-0      | Venezuela | Messi 25e, Tevez 46e, Maxi Rodríguez 51e, Agüero 73e               |
| 28 mars 2009 | 19:20 UTC-5 | El Campín              | 22 044    | Alfredo Intriago (Équateur) | Colombie  | 2-0      | Bolivie   | Torres 26e, Rentería 88e                                           |
| 29 mars 2009 | 16:00 UTC-5 | Olímpico Atahualpa     | 40 000    | Carlos Chandía (Chili)      | Équateur  | 1-1      | Brésil    | Noboa 89e (EQU) · Julio Baptista 72e (BRE)                         |
| 29 mars 2009 | 18:10 UTC-5 | Estadio Monumental "U" | 48 700    | Carlos Amarilla (Paraguay)  | Pérou     | 1-3      | Chili     | Fano 34e (PER) · Sánchez 2e, Suazo 32e (pen.), Fernandez 70e (CHI) |

#### Journée 12
| Date           | Heure          | Stade                  | Affluence | Arbitre                     | Équipe    | Résultat | Équipe    | Buteur(s)                                                                                              |
| -------------- | -------------- | ---------------------- | --------- | --------------------------- | --------- | -------- | --------- | --- |
| 31 mars 2009   | 20:00 UTC-4:30 | Polideportivo Cachamay | 35 000    | Pablo Pozo (Chili)          | Venezuela | 2-0      | Colombie  | Fedor 78e, Arango 82e                                                                                  |
| 1er avril 2009 | 16:20 UTC-5    | Olímpico Atahualpa     | 36 853    | Óscar Ruiz (Colombie)       | Équateur  | 1-1      | Paraguay  | Noboa 64e (ÉQU) · Benítez 90+2e (PAR)                                                                  |
| 1er avril 2009 | 19:10 UTC-4    | Nacional               | 55 000    | Héctor Baldassi (Argentine) | Chili     | 0-0      | Uruguay   | |
| 1er avril 2009 | 22:10 UTC-3    | Stade Beira-Rio        | 55 000    | Sergio Pezzotta (Argentine) | Brésil    | 3-0      | Pérou     | Luís Fabiano 18e (pen.), Felipe Melo 63e                                                               |
| 1er avril 2009 | 15:30 UTC-4    | Estadio Hernando Siles | 30 487    | Martin Vásquez (Uruguay)    | Bolivie   | 6-1      | Argentine | Marcelo Martins 12e, Botero 34e (pen.), 55e, 66e Rosa 45e, Torrico 87e (BOL) · Luis Gonzalez 25e (ARG) |

#### Journée 13
| Date        | Heure       | Stade                  | Affluence | Arbitre                     | Équipe    | Résultat | Équipe    | Buteur(s)                                                     |
| ----------- | ----------- | ---------------------- | --------- | --------------------------- | --------- | -------- | --------- | ------------------------------------------------------------- |
| 6 juin 2009 | 16:00 UTC-3 | Centenario             | 52 000    | Saúl Laverni (Argentine)    | Uruguay   | 0-4      | Brésil    | Daniel Alves 12e, Juan 36e, Luís Fabiano 52e, Kaká 75e (pen.) |
| 6 juin 2009 | 16:50 UTC-4 | Estadio Hernando Siles | 23 427    | Carlos Vera (Équateur)      | Bolivie   | 0-1      | Venezuela | Rivero 33e (csc)                                              |
| 6 juin 2009 | 18:00 UTC-3 | Monumental             | 55 000    | René Ortubé (Bolivie)       | Argentine | 1-0      | Colombie  | Diaz 56e                                                      |
| 6 juin 2009 | 18:50 UTC-4 | Defensores del Chaco   | 34 000    | Sergio Pezzotta (Argentine) | Paraguay  | 0-2      | Chili     | Fernandez 13e, Suazo 50e                                      |
| 7 juin 2009 | 15:30 UTC-5 | Estadio Monumental "U" | 17 050    | Carlos Torres (Paraguay)    | Pérou     | 1-2      | Équateur  | Vargas 52e (PER) · Montero 38e, Tenorio 59e (EQU)             |

#### Journée 14
| Date         | Heure          | Stade                   | Affluence | Arbitre                   | Équipe    | Résultat | Équipe    | Buteur(s)                                                  |
| ------------ | -------------- | ----------------------- | --------- | ------------------------- | --------- | -------- | --------- | ---------------------------------------------------------- |
| 10 juin 2009 | 16:00 UTC-5    | Olímpico Atahualpa      | 36 359    | Carlos Chandía (Chili)    | Équateur  | 2-0      | Argentine | Ayovi 72e, Palacios 83e                                    |
| 10 juin 2009 | 18:00 UTC-5    | Stade Atanasio-Girardot | 32 300    | Carlos Simon (Brésil)     | Colombie  | 1-0      | Pérou     | Garcia 25e                                                 |
| 10 juin 2009 | 21:50 UTC-3    | Estádio do Arruda       | 56 682    | Oscar Ruiz (Colombie)     | Brésil    | 2-1      | Paraguay  | Robinho 40e, Nilmar 49e (BRE) · Cabañas 25e                |
| 10 juin 2009 | 21:00 UTC-4    | Nacional                | 60 214    | Roberto Silvera (Uruguay) | Chili     | 4-0      | Bolivie   | Beausejour 43e, Estrada 74e, Sánchez 78e, 88e              |
| 10 juin 2009 | 20:30 UTC-4:30 | Polideportivo Cachamay  | 37 000    | Salvio Fagundes (Brésil)  | Venezuela | 2-2      | Uruguay   | Maldonado 9e, Rey 75e (VEN) · Suárez 61e, Forlán 72e (URU) |

#### Journée 15
| Date             | Heure       | Stade                   | Affluence | Arbitre                      | Équipe    | Résultat | Équipe    | Buteur(s)                                                  |
| ---------------- | ----------- | ----------------------- | --------- | ---------------------------- | --------- | -------- | --------- | ---------------------------------------------------------- |
| 5 septembre 2009 | 15:30 UTC-5 | Stade Atanasio-Girardot | 42 000    | Sergio Pezzotta (Argentine)  | Colombie  | 2-0      | Équateur  | Martínez 81e, Gutierrez 90+4e                              |
| 5 septembre 2009 | 15:30 UTC-5 | Estadio Monumental "U"  | 15 000    | Carlos Chandía (Chili)       | Pérou     | 1-0      | Uruguay   | Rengifo 86e                                                |
| 5 septembre 2009 | 18:30 UTC-4 | Defensores del Chaco    | 25 094    | Víctor Hugo Carrillo (Pérou) | Paraguay  | 1-0      | Bolivie   | Cabañas 45+1e (pen.)                                       |
| 5 septembre 2009 | 21:30 UTC-3 | Rosario                 | 37 000    | Oscar Ruiz (Colombie)        | Argentine | 1-3      | Brésil    | Dátolo 66e (ARG) · Luisão 24e, Luís Fabiano 30e 68e (BRE)  |
| 5 septembre 2009 | 21:30 UTC-4 | Monumental              | 44 000    | René Ortubé (Bolivie)        | Chili     | 2-2      | Venezuela | Vidal 10e, Millar 52e (CHI) · Maldonado 33e, Rey 45e (VEN) |

#### Journée 16
| Date             | Heure          | Stade                  | Affluence | Arbitre                     | Équipe    | Résultat | Équipe    | Buteur(s)                                                                      |
| ---------------- | -------------- | ---------------------- | --------- | --------------------------- | --------- | -------- | --------- | ------------------------------------------------------------------------------ |
| 9 septembre 2009 | 15:00 UTC-4    | Estadio Hernando Siles | 10 200    | Hector Baldassi (Argentine) | Bolivie   | 1-3      | Équateur  | Yecerotte 85e (BOL) · Méndez 4e, Valencia 46e, Benítez 66e (ECU)               |
| 9 septembre 2009 | 19:00 UTC-3    | Centenario             | 30 000    | Carlos Torres (Paraguay)    | Uruguay   | 3-1      | Colombie  | Suárez 7e, Scotti 77e, Eguren 87e (URU) · Martínez 63e (COL)                   |
| 9 septembre 2009 | 19:00 UTC-4    | Defensores del Chaco   | 38 000    | Salvio Fagundes (Brésil)    | Paraguay  | 1-0      | Argentine | Valdez 27e                                                                     |
| 9 septembre 2009 | 22:00 UTC-3    | Stade Roberto-Santos   | 30 000    | Jorge Larrionda (Uruguay)   | Brésil    | 4-2      | Chili     | Nilmar 31e, 74e, 76e, Julio Baptista 40e (BRE) · Suazo 45+1e (pen.), 52e (CHI) |
| 9 septembre 2009 | 20:30 UTC-4:30 | Estadio Anzoategui     | 31 703    | Carlos Vera (Équateur)      | Venezuela | 3-1      | Pérou     | Fedor 32e, 52e, Vargas 70e (VEN) · Fuenmayor 41e (csc) (PER)                   |

#### Journée 17
| Date            | Heure          | Stade                   | Affluence | Arbitre                    | Équipe    | Résultat | Équipe   | Buteur(s)                                                                                     |
| --------------- | -------------- | ----------------------- | --------- | -------------------------- | --------- | -------- | -------- | --------------------------------------------------------------------------------------------- |
| 10 octobre 2009 | 19:00 UTC-3    | Estadio Monumental      | 38 019    | René Ortubé (Bolivie)      | Argentine | 2-1      | Pérou    | Higuaín 48e, Palermo 90+3e (ARG) · Rengifo 90e (PER)                                          |
| 10 octobre 2009 | 17:00 UTC-5    | Stade Atanasio-Girardot | 18 000    | Víctor Hugo Rivera (Pérou) | Colombie  | 2-4      | Chili    | Vidal 13e (csc), G. Moreno 63e (COL) · Ponce 35e, Suazo 36e, Valdivia 72e, Orellana 79e (CHI) |
| 10 octobre 2009 | 17:00 UTC-5    | Olímpico Atahualpa      | 42 700    | Salvio Fagundes (Brésil)   | Équateur  | 1-2      | Uruguay  | Valencia 67e (ECU) · Suárez 69e, Forlán 90+4e (pen.) (URU)                                    |
| 10 octobre 2009 | 17:30 UTC-4:30 | Polideportivo Cachamay  | 41 680    | Carlos Chandía (Chili)     | Venezuela | 1-2      | Paraguay | Rondon 86e (VEN) · Cabanas 55e, Cardozo 79e (PAR)                                             |
| 11 octobre 2009 | 16:00 UTC-4    | Hernando Siles          | 16 557    | Pablo Pozo (Chili)         | Bolivie   | 2-1      | Brésil   | Burgoa 10e, Moreno 31e (BOL) · Nilmar 70e (BRE)                                               |

#### Journée 18
| Date            | Heure       | Stade                        | Affluence | Arbitre                      | Équipe   | Résultat | Équipe    | Buteur(s)                |
| --------------- | ----------- | ---------------------------- | --------- | ---------------------------- | -------- | -------- | --------- | ------------------------ |
| 14 octobre 2009 | 15:00 UTC-5 | Estadio Alejandro Villanueva | 4 373     | Juan Soto (Venezuela)        | Pérou    | 1-0      | Bolivie   | Fano 54e                 |
| 14 octobre 2009 | 18:00 UTC-4 | Morenão                      | 23 746    | Víctor Hugo Carrillo (Pérou) | Brésil   | 0-0      | Venezuela |                          |
| 14 octobre 2009 | 19:00 UTC-3 | Estadio Monumental           | 47 000    | Carlos Torres (Paraguay)     | Chili    | 1-0      | Équateur  | Suazo 53e                |
| 14 octobre 2009 | 18:00 UTC-4 | Defensores del Chaco         | 17 503    | Paulo de Oliveira (Brésil)   | Paraguay | 0-2      | Colombie  | Ramos 61e, Rodallega 80e |
| 14 octobre 2009 | 20:00 UTC-2 | Centenario                   | 60 000    | Carlos Amarilla (Paraguay)   | Uruguay  | 0-1      | Argentine | Bolatti 84e              |

## Barrage intercontinental Amérique du Sud - Amérique du Nord, centrale et Caraïbes
Le 5e du groupe de qualification, l'Uruguay affronte les 14 et 18 novembre 2009 le 4e de la zone Amérique du Nord, centrale et Caraïbes, le Costa Rica dans un match aller-retour. Le vainqueur de cette confrontation est qualifié pour la Coupe du monde 2010.
| Équipe 1   | Résultat | Équipe 2 | Aller | Retour |
| ---------- | -------- | -------- | ----- | ------ |
| Costa Rica | 1 - 2    | Uruguay  | 0 - 1 | 1 - 1  |

- L'Uruguay l'emporte 2 - 1 sur l'ensemble des deux matches, se qualifie pour la Coupe du monde 2010.

| 14 novembre 2009 | Costa Rica | 0 – 1 | Uruguay    | Estadio Ricardo Saprissa Aymá, San José          |                                                  |
| 20:00 UTC-6      |            |       | Lugano 23e | Spectateurs : 22 000 Arbitrage : Alberto Undiano | Spectateurs : 22 000 Arbitrage : Alberto Undiano |
| 20:00 UTC-6      | Rapport    |       |            | Spectateurs : 22 000 Arbitrage : Alberto Undiano | Spectateurs : 22 000 Arbitrage : Alberto Undiano |

| 18 novembre 2009 | Uruguay   | 1 - 1 | Costa Rica  | Estadio Centenario, Montevideo                   |                                                  |
| 21:00 UTC-2      | Abreu 70e |       | Centeno 74e | Spectateurs : 55 000 Arbitrage : Massimo Busacca | Spectateurs : 55 000 Arbitrage : Massimo Busacca |
| 21:00 UTC-2      | Rapport   |       |             | Spectateurs : 55 000 Arbitrage : Massimo Busacca | Spectateurs : 55 000 Arbitrage : Massimo Busacca |

## Liste des qualifiés
| Pays      | Date de qualification | Contre     | Score |
| --------- | --------------------- | ---------- | ----- |
| Brésil    | 5 septembre 2009      | Argentine  | 3-1   |
| Paraguay  | 9 septembre 2009      | Argentine  | 1-0   |
| Chili     | 10 octobre 2009       | Colombie   | 4-2   |
| Argentine | 14 octobre 2009       | Uruguay    | 1-0   |
| Uruguay   | 18 novembre 2009      | Costa Rica | 1-1   |

## Buteurs
Dernière mise à jour : 18 novembre 2009
| Pos | Joueur              | Pays      | Buts |
| --- | ------------------- | --------- | ---- |
| 1   | Luís Fabiano        | Brésil    | 9    |
| 1   | Humberto Suazo      | Chili     | 9    |
| 3   | Joaquín Botero      | Bolivie   | 8    |
| 4   | Marcelo Martins     | Bolivie   | 7    |
| 4   | Diego Forlán        | Uruguay   | 7    |
| 6   | Salvador Cabañas    | Paraguay  | 6    |
| 6   | Sebastián Abreu     | Uruguay   | 6    |
| 6   | Giancarlo Maldonado | Venezuela | 6    |
| 9   | Kaká                | Brésil    | 5    |
| 9   | Nilmar              | Brésil    | 5    |
| 9   | Nelson Valdez       | Paraguay  | 5    |
| 9   | Luis Alberto Suárez | Uruguay   | 5    |
| 13  | Sergio Agüero       | Argentine | 4    |
| 13  | Lionel Messi        | Argentine | 4    |
| 13  | Juan Román Riquelme | Argentine | 4    |
| 13  | Robinho             | Brésil    | 4    |
| 13  | Matias Fernandez    | Chili     | 4    |
| 13  | Édison Méndez       | Équateur  | 4    |
| 13  | Carlos Bueno        | Uruguay   | 4    |
| 13  | Diego Lugano        | Uruguay   | 4    |
| 21  | Alexis Sánchez      | Chili     | 3    |
| 21  | Walter Ayovi        | Équateur  | 3    |
| 21  | Christian Benítez   | Équateur  | 3    |
| 21  | Cristian Riveros    | Paraguay  | 3    |
| 21  | Roque Santa Cruz    | Paraguay  | 3    |
| 21  | Johan Fano          | Pérou     | 3    |
| 21  | Juan Arango         | Venezuela | 3    |
| 21  | Nicolas Fedor       | Venezuela | 3    |
| 21  | Jose Manuel Rey     | Venezuela | 3    |
| 30  | Ronald Garcia Nacho | Bolivie   | 2    |
| 30  | Julio Baptista      | Brésil    | 2    |
| 30  | Gonzalo Jara        | Chili     | 2    |
| 30  | Gary Medel          | Chili     | 2    |
| 30  | Fabián Orellana     | Chili     | 2    |
| 30  | Marcelo Salas       | Chili     | 2    |
| 30  | Ruben Bustos        | Colombie  | 2    |
| 30  | Jackson Martínez    | Colombie  | 2    |
| 30  | Hugo Rodallega      | Colombie  | 2    |
| 30  | Ivan Kaviedes       | Équateur  | 2    |
| 30  | Christian Noboa     | Équateur  | 2    |
| 30  | Luis Valencia       | Équateur  | 2    |
| 30  | Óscar Cardozo       | Paraguay  | 2    |
| 30  | Paulo da Silva      | Paraguay  | 2    |
| 30  | Juan Manuel Vargas  | Pérou     | 2    |
| 30  | Daniel Arismendi    | Venezuela | 2    |
| 30  | Ronald Vargas       | Venezuela | 2    |